# Xi Bootis
Désignations
Xi Bootis (ξ Boo / ξ Bootis) est une étoile binaire située à 21,9 années-lumière de la Terre dans la constellation du Bouvier. Elle est l'étoile visible à l’œil nu la plus proche dans cette constellation.
La première étoile, Xi Bootis A, est une variable de type BY Draconis, c'est une naine jaune de type spectral G dans la séquence principale. Sa taille est de 90 % et sa luminosité de 49 % celle du Soleil.
La deuxième étoile, Xi Bootis B, est une naine orange de type spectral K dans la séquence principale. Sa taille est de 71 % et sa luminosité de 6 % celle du Soleil. Les deux étoiles ont une orbite excentrique, entre 16,5 et 50,7 ua. De légers troubles dans l'orbite de la deuxième étoile indiqueraient la présence d'une exoplanète d'une masse comprise entre 1 et 9 fois la masse de Jupiter.

## Œuvres de fiction
Xi Bootis est citée dans Latium de Romain Lucazeau comme un monde habité par des hommes-chiens, sous la forme « Ksi Boötis ».